# بصر الحرير
بصّر الحرير، أو (بسر) عامود حوران، كما كان يطلق عليها سابقا، هي إحدى مدن حوران تابعة إدارياً لمحافظة درعا. تقع إلى الشمال من مدينة درعا وإلى الجنوب الشرقي من دمشق، وتبعد عنها حوالي 90 كم، وتقع البلدة على الطرف الجنوبي لهضبة اللجاة، وهي هضبة وعرة المسالك تشكلت من صبات بركانية نشأت عن بركان تل شيحان الذي يقع في طرفها الجنوبي الشرقي ويرتفع 120 م عن السهول المجاورة، وترتفع البلدة عن مستوى سطح البحر 600 م ويبلغ معدل الأمطار السنوي بها 250 مم.
يخترق البلدة طريق عام يربط بين الشيخ مسكين وإزرع والسويداء، كما تتَّصل بصر الحرير بقرى اللجاة بطريق أسفلتي معبَّد، وتعتبر مركزاً تجارياً لسكان اللجاة. تبلغ مساحة البلدة ضمن المخطط التنظيمي 650 هكتاراً.

## تسمية بصر الحرير
"بسر حوران"، تغير اسمها إلى "بصر الحرير"، لكونها كانت محطة لقوافل طريق الحرير، فقد أضيف "الحرير”، إلى (مدينة بصر) فاصطلح الناس على تسميتها منذ النصف الثاني من القرن السابع الهجري باسم: ("بصر الحرير”)،